# John Trumbull (dichter)

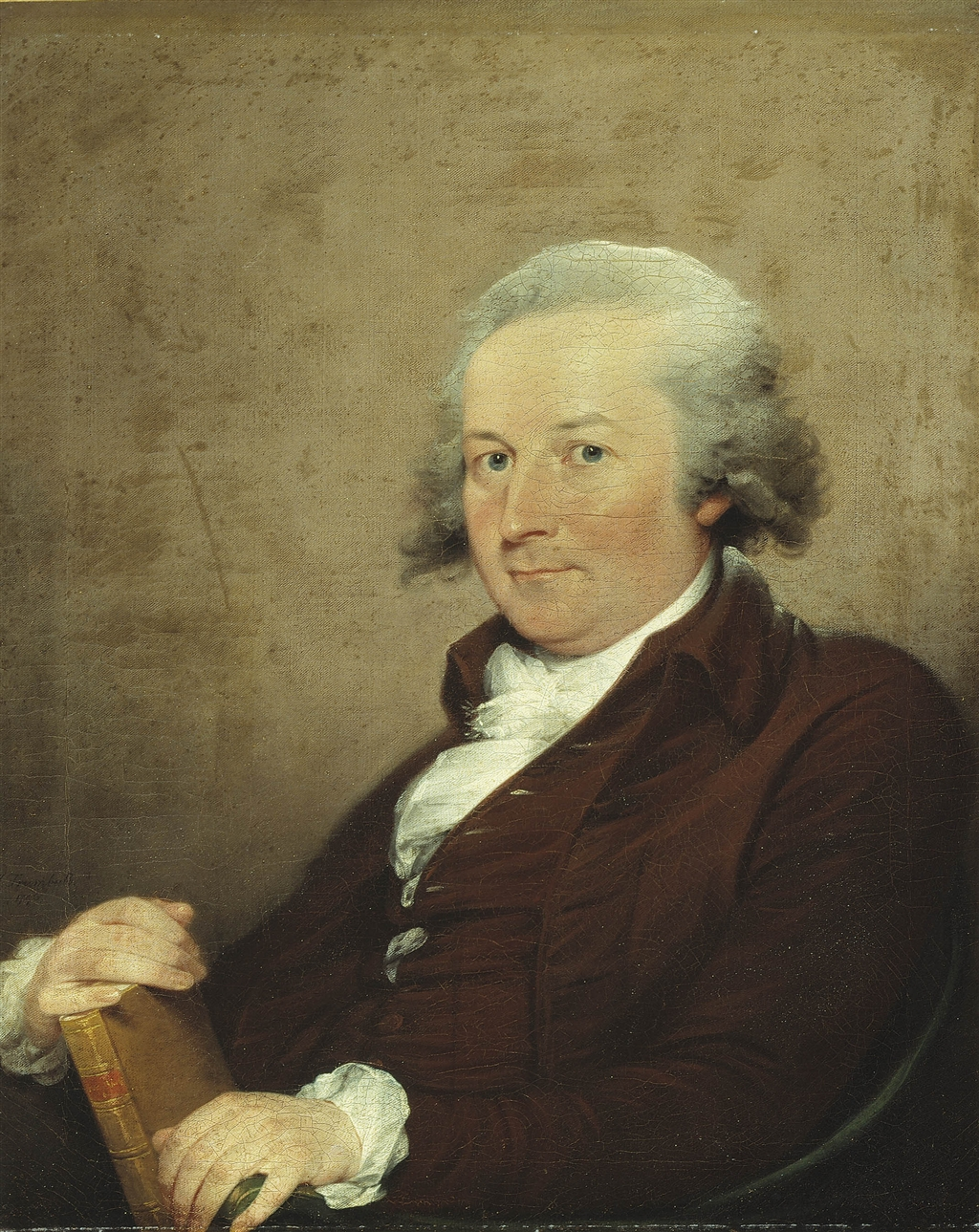
Een portret van John Trumbull uit 1793, dat werd geschilderd door zijn gelijknamige neef.

John Trumbull (Watertown, 24 april 1750 - Detroit, 11 mei 1831) was een Amerikaanse dichter.

## Biografie
John Trumbull werd geboren in Connecticut, in het plaatsje dat nu Watertown heet. Zijn vader was een congregationalistische predikant. Toen hij zeven jaar was slaagde John Trumbull voor het toelatingsexamen voor de Yale-universiteit, waar hij echter pas in 1763 werd toegelaten. In 1767 studeerde hij af in de rechten, waarna hij in de periode 1771–1773 als leraar werkte.  
In 1773 werd John Trumbull toegelaten tot de balie, waarna hij eerst in Boston werkte in het kantoor van de latere president John Adams en vervolgens in de stad New Haven in Connecticut. 
In 1789 werd Trumbull State's Attorney. In 1792 en 1800 was hij lid van de Connecticut General Assembly en in de periode  1801 - 1819 rechter van de Amerikaanse hoge rechtbank. De laatste zes jaar van zijn leven bracht hij door in Detroit, Michigan. De Trumbull Avenue in Detroit en een basisschool in Watertown zijn naar hem vernoemd.

## Werk
In de periode 1769–1770 schreef Trumbull tien essays voor de Boston Chronicle. In 1770 schreef hij enkele vergelijkbare essays voor de Connecticut Journal en de New Haven Post Boy. In de periode dat hij leraar was schreef Trumbull de satirische gedichtenreeks The Progress of Dulness, waarin hij de onderwijsmethoden van zijn tijd op de korrel nam. Als zijn meesterwerk geldt echter het tussen 1775 en 1782 verschenen McFingal, een parodie op het epische gedicht. Op grond hiervan is Trumbull wel op één lijn getrokken met Philip Freneau en Francis Hopkinson.   
Na de Amerikaanse Onafhankelijkheidsoorlog schreef Trumbull samen met enkel andere Hartford Wits - de soldaat David Humphreys, Joel Barlow en Lemuel Hopkins - de Anarchiad.  
- Bibsys: 90704020
- Bibliothèque nationale de France: cb14611268c (data)
- Gemeinsame Normdatei: 118802836
- International Standard Name Identifier: 0000 0000 7367 9895
- Library of Congress Control Number: n50011727
- Nationale Bibliotheek van Tsjechië: mub2015868431
- Nationale Bibliotheek van Israël: 987007463607705171
- Nederlandse Thesaurus van Auteursnamen: 071381279
- SNAC: w6x63sg6
- Virtual International Authority File: 12557753
- WorldCat: E39PBJbCQjxJXtGHvMrYgpHt8C